# 二式十二糎迫撃砲
二式十二糎迫撃砲（2しき12せんちはくげきほう）は、大日本帝国陸軍の迫撃砲である。実際の制式制定は1943年（昭和18年）8月であった。

## 概要
本砲は迫撃砲隊の主火器として制定された滑腔砲であり有翼弾を発射する。
従来の中迫撃砲は九六式中迫撃砲が722kg、駐退復座機を省いた九七式中迫撃砲も木材副床板を除いても340kgと重かった。このため砲弾威力が低下しても製造及び運用が容易な口径として120mmを選択し、ストークブラン式迫撃砲に倣って製作したものである。
これまでの中迫撃砲同様、墜発、撃発のどちらも可能とされている。撃発の場合は砲尾の撃針を砲腔内に後退させ、砲口から砲弾を装填、照準終了後撃針を元に戻して撃発機を木槌で叩く方法を採った。
射程は従来の軽迫、中迫に比べて若干延伸されているものの、列強の同程度の重迫撃砲と比較すると劣っている。

## 開発
1941年（昭和16年）6月試製十二糎迫撃砲が竣工し、試験を行った。このときは予備砲身を主砲身に螺着する方法で1400mmから1956mmの四種の砲身長を試験し、この結果を受けて同年12月の第2回試験では砲身長1535mmの一体型砲身を用いて良好な成績を収めた。1942年（昭和17年）5月には弾道試験を行い、同年7月には陸軍習志野学校による実用試験を行った。この後更に開発が続行され、制式制定は1943年（昭和18年）8月になった。
なお、本砲の研究終了後に引き続いて昭和17年6月から、最大射程6,000mを目標とした試製機動十二糎迫撃砲を設計開始し、翌年4月設計終了して大阪陸軍造兵廠に試作を発注したが、昭和18年度研究計画により不急兵器として研究中止された。
本砲との主な相違点は砲身長が1,800mmに延長されており、重量の増大に伴い自動車牽引砲とされていることである。全備重量は550kgで、うち走行装置が185kgを占めていた。

## 配備
製造に高い精度を必要とせず生産と取り扱いが容易な点を買われて、主に戦争末期に本土決戦（決号作戦）に備えて編成された機動打撃師団の砲兵として迫撃砲連隊に各36門配備される予定であったが、完備する前に終戦となった。他、同師団の歩兵部隊にも九七式曲射歩兵砲と共に九二式歩兵砲（大隊砲）や四一式山砲（連隊砲）の代用品として配備されたとも言われる。
また、南方作戦の要求に従い、太平洋戦争中に増設した師団の砲兵隊に配備されたといわれているが、具体的な配備状況は不明である。
その他の配備例としては、対潜兵器として陸軍特殊船に配備された記録があり、神州丸、あきつ丸に搭載されている。また、厳密には陸軍の所属船ではないが、配当船形式で民間所属のまま陸軍が運用する予定であった護衛空母型油槽船である特2TL型山汐丸にも搭載されていた。爆雷投射機を持てなかった陸軍船舶兵にとっては、本砲は貴重な前投型対潜兵器であった。
「主要兵器生産状況」によれば、本砲の生産数は昭和18年度4門、19年度500門、昭和20年度191門の計695門である。終戦までに約750門が製作されたという説もある。